# Groß Berßen
Groß Berßen là một đô thị thuộc huyện Emsland, trong bang Niedersachsen, Đức. Đô thị này có diện tích 20,76 km².